# 안태은
안태은(安太銀, 1985년 9월 17일 ~ )은 대한민국의 전 축구 선수로서 포지션은 풀백이었다.

## 출신학교
- 광양서초등학교
- 광양중학교
- 광양제철고등학교
- 조선대학교

## 개요
광양서초등학교, 광양중학교, 광양제철고등학교, 조선대학교를 졸업하였다. 어떤 상대라도 두려움 없이 우직하게 돌진하여 거세게 부딪혀 '탱크'라는 별명을 얻었다. 외모와 말투가 축구 지도자 김태영을 닮았다고 하여 '리틀 김태영'이라는 별명이 붙기도 하였다.

## 축구인 생활

### 선수 생활
2006년 FC 서울에서 데뷔하여, 그 해 리그에서 14경기를 뛰었다. 하지만 이후 2년 동안 리그컵을 포함하여 14경기를 뛰는데 그쳤다.
2009 K-리그에서 최원권의 군입대와 이종민의 부상으로 출전 기회를 잡아 18경기에 출전하였다.
2010년 1월, 포항 스틸러스로 이적했지만 선두 경쟁에 밀려 출장 기회가 적어졌고, 2011년 인천 유나이티드로 이적하였다.
2011년 8월 대전 시티즌과의 경기에서 어시스트를 기록했다.
그 후, 2011 시즌을 끝으로 은퇴하였고, 자신의 모교인 조선대에서 한영일 감독을 보좌하는 코치로 재직 중이며, 최근 생활 체육인으로 활동 중이다.

## 경력

### 선수 경력
- 2006년 ~ 2009년  FC 서울
- 2010년  포항 스틸러스
- 2011년  인천 유나이티드 FC

## 수상

### 클럽

#### FC 서울
- K리그 준우승 1회 (2008년)
- 리그컵 우승 1회 (2006년)
- 리그컵 준우승 1회 (2007년)